# Adult Top 40
A Adult Pop Airplay (denominada Adult Pop Songs e Adult Top 40) é uma tabela musical publicada semanalmente pela revista Billboard que compila as canções pop enquadradas no formato radiofônico adulto (ou "adult") mais populares nos Estados Unidos, com base em execuções detectadas pela Nielsen Broadcast Data Systems. Estas estações geralmente tocam músicas pop, bem como rock alternativo, variando também entre faixas dance e R&B.